# Премия Марселя Дюшана
Премия Марселя Дюшана (фр. Prix Marcel-Duchamp) — крупнейшая французская премия в области современного искусства.

## История
Премия Марселя Дюшана была учреждена в 2000 году Ассоциацией по распространению французского искусства (ADIAF) при участии центра Помпиду.
В начале года организаторы премии объявляют шорт-лист, осенью устраивают номинантам совместную выставку в Государственном музее современного искусства (является частью центра Помпиду), в октябре, — в дни проведения арт-ярмарки FIAC, — жюри премии определяет и награждает победителя.
Победители получают денежное вознаграждение в 35 тыс. евро, а также право на персональную выставку в центре Помпиду в следующем году. Производство выставки лауреата также финансируется организаторами премии, на это может быть выделена сумма, не превышающая 30 тыс. евро.
Премию Марселя Дюшана называют французским аналогом британской премии Тёрнера.

## Жюри
Жюри состоит из семи человек и делится на две части.
Постоянная часть жюри состоит из:
- представителя ADIAF — все годы существования премии эту роль исполняет президент ассоциации Жиль Фукс,
- представителя семьи Дюшан/Общества Марселя Дюшана — эту роль исполняют либо падчерица знаменитого художника Жаклин Матисс-Монье (англ.), либо Акэми Сираха (Akemi Shiraha),
- представителя Государственного музея современного искусства — в разные годы это были директора Альфред Пакман (фр.) и сменивший его Бернар Блистен (фр.).

Остальные четыре члена жюри набираются из числа директоров крупных музеев, независимых кураторов, арт-критиков и коллекционеров современного искусства.

## Номинанты и победители
Соискателем премии может стать либо французский художник, либо любой другой художник, активно работающий во Франции.
| Год     | Победитель                                              | Номинанты, не ставшие лауреатами | Жюри |
| ------- | ------------------------------------------------------- | --- | --- |
| 2000/01 | Томас Хиршхорн (р. 1957)                                | - Пьер Бисмут (фр.) (р. 1963), - Ребекка Борниго (фр.) (р. 1970), - Феличе Варини (р. 1952), - Ксавье Вейан (фр.) (р. 1963), - Клод Клоски (фр.) (р. 1963). | - Жан-Юбер Мартен (фр.), дир. музея Кунстпаласт, президент жюри, - Ида Джаннелли, дир. музея «Замок Риволи», - Марен Кармиц (фр.), кинопродюсер, - Жаклин Матисс-Монье (англ.), художница, падчерица М. Дюшана - Альфред Пакман (фр.), дир. музея Центра Помпиду, - Жиль Фукс, президент ADIAF, - Рольф Хоффманн, коллекционер.                                                      |
| 2002    | Доминик Гонсалес-Фёрстер (р. 1965)                      | - Ван Ду (р. 1956), - Валери Жув (фр.) (р. 1964), - Анри Сала (р. 1974), - Бернар Фриз (фр.) (р. 1954).                                                     | - Альфред Пакман (фр.), дир. музея Центра Помпиду, президент жюри, - Кристиан Бернар (фр.), дир. MAMCO, - Денис Дюран-Рюэль, коллекционер, - Раймонд Лирси, коллекционер, - Жаклин Матисс-Монье (англ.), художница, - Жиль Фукс, президент ADIAF, - Лоранд Хедьи, арт-критик. |
| 2003    | Матьё Мерсье (фр.) (р. 1970)                            | - Стефан Кутюрье (фр.) (р. 1957), - Клод Левек (фр.) (р. 1953), - Паскаль Пино (Pascal Pinaud; р. 1964), - Эрик Пуатевен (Eric Poitevin; р. 1961).          | - Альфред Пакман (фр.), дир. музея Центра Помпиду, президент жюри, - Мари-Клод Бо (фр.), дир. Музея совр. искусства великого герцога Жана, - Элен Лемуан, коллекционер, - Жаклин Матисс-Монье (англ.), художница, - Николас Серота (англ.), дир. галереи Тейт, - Жиль Фукс, президент ADIAF, - Хорхе С. Хельфт, коллекционер.                                                        |
| 2004    | Кароль Бензакен (фр.) (р. 1965)                         | - Валери Белен (фр.) (р. 1964), - Филипп Конье (фр.) (р. 1957), - Филипп Раметт (фр.) (р. 1961), - Ришар Фоге (Richard Fauguet; р. 1963).                   | - Альфред Пакман (фр.), дир. музея Центра Помпиду, президент жюри, - Антуан де Гальбер (фр.), галерист, - Харальд Зееман, куратор, - Франциско Капело, коллекционер, - Жаклин Матисс-Монье (англ.), художница, - Франциско Капело, коллекционер, - Жиль Фукс, президент ADIAF. |
| 2005    | Клод Клоски (фр.) (р. 1963)                             | - Кадер Аттиа (фр.) (р. 1970), - Жиль Барбье (фр.) (р. 1965), - Оливье Бланкарт (фр.) (р. 1959).                                                            | - Альфред Пакман (фр.), дир. музея Центра Помпиду, президент жюри, - Антон Герберт, коллекционер, - Мария де Корраль, куратор Венецианской биеннале, - Жаклин Матисс-Монье (англ.), художница, - Ханс-Ульрих Обрист, куратор, - Ален-Доминик Перрен (фр.), коллекционер, - Жиль Фукс, президент ADIAF.                                                                               |
| 2006    | Филипп Майо (фр.) (р. 1961)                             | - Адель Абдессемед (фр.) (р. 1971), - Бруно Пейнадо (фр.) (р. 1970), - Леандро Эрлих (исп.) (р. 1973).                                                      | - Альфред Пакман (фр.), дир. музея Центра Помпиду, президент жюри, - Бернар Массини, коллекционер, - Жаклин Матисс-Монье (англ.), художница, - Патрисия Сандретто Ре Ребауденго, коллекционер, - Роберт Флек, дир. музея Дайхторхаллен, - Жиль Фукс, президент ADIAF, - Фабрис Эрготт (фр.), дир. группы страсбургских музеев.                                                       |
| 2007    | Татьяна Труве (фр.) (р. 1968)                           | - Адам Адах (фр.) (р. 1962), - Пьер Ардуван (фр.) (р. 1955), - Ришар Фоге (Richard Fauguet; р. 1963).                                                       | - Альфред Пакман (фр.), дир. музея Центра Помпиду, президент жюри, - Блейк Бирн, коллекционер, - Жаклин Матисс-Монье (англ.), художница, - Сильвио Пёрлстейн (фр.), коллекционер, - Joëlle Pijaudier, дир. группы страсбургских музеев, - Жиль Фукс, президент ADIAF, - Адам Шимчик (англ.), дир. Кунстхалле в Базеле.                                                               |
| 2008    | Лоран Грассо (фр.) (р. 1972)                            | - Мишель Блази (р. 1966), - Стефан Кале (Stéphane Calais; р. 1967), - Дидье Марсель (фр.) (р. 1961).                                                        | - Альфред Пакман (фр.), дир. музея Центра Помпиду, президент жюри, - Пьер Дарьё, президент MAMCO, - Жаклин Матисс-Монье (англ.), художница, - Джулия Пейтон-Джонс (англ.), дир. галереи «Серпентайн», - Guy Tosatto, дир. музея гренобля, - Жиль Фукс, президент ADIAF, - Walter Van Haerents, коллекционер.                                                                         |
| 2009    | Саадан Афиф (англ.) (р. 1970)                           | - Дамьен Дерубе (фр.) (р. 1972), - Николя Мулен (Nicolas Moulin; р. 1970), - Филипп Перро (Philippe Perrot; р. 1967).                                       | - Альфред Пакман (фр.), дир. музея Центра Помпиду, президент жюри, - Дакис Джоанну (англ.), коллекционер, - Каспер Кёниг (нем.), дир. Музея Людвига, - Джеймс Коттрелл, коллекционер, - Charlotte Laubard, дир. Музея совр. искусства Бордо, - Жаклин Матисс-Монье (англ.), художница, - Жиль Фукс, президент ADIAF.                                                                 |
| 2010    | Сиприен Гайяр (фр.) (р. 1980)                           | - Камиль Анро (фр.) (р. 1978), - Селест Бурсье-Мужено (р. 1961), - Анн-Мари Шнайдер (Anne-Marie Schneider; р. 1962).                                        | - Альфред Пакман (фр.), дир. музея Центра Помпиду, президент жюри, - Николя Буррио, куратор, худ. критик, - Роза де ла Круз (исп.), коллекционер, - Жаклин Матисс-Монье (англ.), художница, - Жиль Фукс, президент ADIAF, - Тосио Хара (яп.), коллекционер, - Каролин Христов-Бакарджиев, куратор, арт-директор документы 13.                                                        |
| 2011    | Мирча Кантор (фр.) (р. 1977)                            | - Дамьен Кабан (фр.) (р. 1959), - Гийом Леблон (нем.) (р. 1971), - Самуэль Руссо (фр.) (р. 1971).                                                           | - Альфред Пакман (фр.), дир. музея Центра Помпиду, президент жюри, - Олимпио да Вейга Перейра, коллекционер, - Зои Грей, комиссар центра совр. искусства Witte de With, - Роза де ла Круз (исп.), коллекционер, - Жаклин Матисс-Монье (англ.), художница, - Жиль Фукс, президент ADIAF, - Каролин Христов-Бакарджиев, куратор, арт-директор документы 13.                            |
| 2012    | Даниэль Девар и Грегори Жикель (фр.) (р. 1976 и 1975)   | - Бертран Ламарш (фр.) (р. 1966), - Франк Скурти (фр.) (р. 1965), - Валери Фавр (фр.) (р. 1959).                                                            | - Альфред Пакман (фр.), дир. музея Центра Помпиду, президент жюри, - Мишель Дельфосс, коллекционер, - Акэми Сираха, представительница семьи Дюшан, - Фумио Нандзё (англ.), дир. Mori Art Museum, - Беатрикс Руф (англ.), дир. Кунстхалле в Цюрихе, - Мюриэл Салем, коллекционер, - Жиль Фукс, президент ADIAF.                                                                       |
| 2013    | Латифа Эшак (фр.) (р. 1974)                             | - Claire Fontaine, - Фара Атасси (фр.) (р. 1981), - Рафаэль Зарка (фр.) (р. 1977).                                                                          | - Альфред Пакман (фр.), дир. музея Центра Помпиду, президент жюри, - Бернхард Мендес Бюрги, дир. Базельского худ. музея, - Сильви Винклер, коллекционер, - Жаклин Матисс-Монье (англ.), художница, - Джованни Спрингмайер, коллекционер, - Поуль Эрик Тёйнер (англ.), дир. музея «Луизиана», - Жиль Фукс, президент ADIAF.                                                           |
| 2014    | Жюльен Превьё (фр.) (р. 1974)                           | - Флориан и Мишель Кистребер (Florian et Michaël Quistrebert; 1982 и 1976), - Тео Мерсье (фр.) (р. 1984), - Эварист Рише (фр.) (р. 1969).                   | - Бернар Блистен (фр.), дир. музея Центра Помпиду, - Йоп ван Калденборг (нид.), коллекционер, - Тьерри Распай (фр.), дир. Лионского музея совр. искусства, арт-директор Лионской биеннале, - Акэми Сираха, представительница Общества М. Дюшана, - Роберт Сторр (англ.), куратор, декан Йельской школы искусств, - Жиль Фукс, президент ADIAF, - Анибал Хосами (исп.), коллекционер. |
| 2015    | Мелик Оганян (фр.) (р. 1969)                            | - Давид Балула (фр.) (р. 1978), - Нейл Белуфа (фр.) (р. 1985), - Зинеб Седира (фр.) (р. 1963).                                                              | - Бернар Блистен (фр.), дир. музея Центра Помпиду, - Дидье Грумбах (фр.), коллекционер, - Жаклин Матисс-Монье (англ.), представительница Общества М. Дюшана, - Джулиана Сетари Карузи (англ.), коллекционер, - Жиль Фукс, президент ADIAF, - Hou Hanru (фр.), арт-директор MAXXI, - Рене Цехлин (нем.), дир. музея Вильгельма Хака.                                                  |
| 2016    | Кадер Аттиа (фр.) (р. 1970)                             | - Ито Баррада (фр.) (р. 1971), - Улла фон Бранденбург (фр.) (р. 1974), - Бартелеми Тогуо (фр.) (р. 1967).                                                   | - Ивона Блазвик (англ.), дир. галереи Уайтчепел, - Бернар Блистен (фр.), дир. музея Центра Помпиду, - Мануэль Борха-Вильель (исп.), дир. Музея королевы Софии, - Лоран Дюма, коллекционер, - Акэми Сираха, представительница Общества М. Дюшана, - Жиль Фукс, президент ADIAF, - Эрика Хоффман, коллекционер.                                                                        |
| 2017    | Джоана Хаджитомас и Халил Жорейж (фр.) (р. 1969 и 1969) | - Майя Баевич (фр.) (р. 1967), - Шарлотт Мот (англ.) (р. 1978), - Витторио Санторо (фр.) (р. 1962).                                                         | - Бернар Блистен (фр.), дир. музея Центра Помпиду, - Mao Jihong, коллекционер, - Жером Санс (англ.), куратор, - Акэми Сираха, представительница Общества М. Дюшана, - Жиль Фукс, президент ADIAF, - Кармен Хименес, куратор музея С. Гуггенхайма, - Эрика Хоффман, коллекционер. |
| 2018    | Клеман Кожитор (фр.) (р. 1983),                         | - Mohamed Bourouissa (фр.) (р. 1978), - Мари Вуанье (Marie Voignier; р. 1974), - Тхю Ван Чан (англ.) (р. 1979).                                             | - Бернар Блистен (фр.), дир. музея Центра Помпиду, председатель жюри, - Жан Клод Гандюр (фр.), коллекционер, - Лоран Лебон (фр.), президент музея Пикассо, - Марина Лошак, дир. ГМИИ им. Пушкина, - Акэми Сираха, представительница Общества М. Дюшана, - Жиль Фукс, президент ADIAF, - Майя Хоффман (англ.), коллекционер.                                                          |